# オニグモ類
オニグモ（鬼蜘蛛）は、節足動物門クモ綱クモ目コガネグモ科に属するクモの一種、Araneus ventricosus L. Koch の和名であるが、同時にこの属（オニグモ属、Araneus）の名でもあり、この属のものはほとんどがこの名に修飾語をつけた和名をもつ。
さらに、コガネグモ科にはヒメオニグモ属（Neoscona）、カタハリオニグモ属（Zilla）、ズグロオニグモ属（Yaginumia）など、「オニグモ」という名をもつクモが数多くいる。オニグモはこれらの総称としても使われる。広義に見た場合、その内容は多岐に富むが、基本的にはいずれも垂直丸網を張るクモである。
以下はオニグモ（Araneus ventricosus）を中心として、その他の大型のオニグモ類についても記す。

## 形態
オニグモは、大型の造網性のクモである。体長は雌で30mm、雄でも20mmに達する。ただし、個体差や地方変異が多く，全身が黒褐色から黒に近い色のものから茶色のもの，緑がかったものまでさまざまなものがいる。
頭胸部はやや偏平で、頭部分はやや幅が狭い。眼は8個、4個ずつが前後2列の配列で、個々の眼はやや突出する。脚はよく発達しており、各節には環斑がある。腹部は丸みを帯びた三角形で、前の上面両側（両肩）にはっきりした突起がある。それより後方には、背面中心線を挟んで左右に波状の模様がある。鋸歯のある広葉樹の葉のような形なので、この模様を葉状斑（ようじょうはん）と呼んでいる。
上記の形態は雌のもので、雄ではおおよそ同じながら諸事より簡単になっている。

## 生息
日本全土に分布し、人家周辺から山林にかけて生息する。

## 生活史
成体が見られるのは夏で、8月から9月に産卵する。卵は偏平な卵嚢とし、壁や樹皮などに張り付ける。幼体は年を越して翌年2月以降に卵嚢を出て、夏に成熟する。
下記にも有るように、昼間は網に居らず、夕方から網の中央に移動して捕食活動をする。

## 網
オニグモは夜間のみ円網を張るのが普通である。網は大きなもので、垂直に張られる。網の目はかなり粗い。
普通は昼間は軒下などにじっとしている。止まる場所には糸ですり鉢状の居場所が作ってある。暗くなるとそこから出て、網を張る。夜明け前には網を張るのと逆の手順で網を片付ける。網を張るのは30分ばかりしかかからないので、例えば夕方にはなにもなかったのに、暗くなって外に出ようと扉を開けると、目の前に大きなクモの巣が、というようなこともありがちである。
ただし、すべてのクモがこのように規則正しく夜だけ網を張っている訳ではない。地域によっては朝に網を畳まない例もある。また、たまには薄暗いところで昼間に網にいることも観察される。個体の成熟や環境条件などが影響するとも言われる。

### 網の処理について
網を片付ける時に、その網をどうするかについてはちょっとした問題になった。『昆虫記』で有名なファーブルは後述のニワオニグモを観察し、網を片付けることを観察したが、クモは片付けて作られたクモの網の糸の丸めた固まりを食べてしまう、と報告し、また、おなかから作り出した糸をまた食べて、夜には再び糸として使うのだから大したものだ、などと述べた。
しかし、後のクモ学者にはこの記述に疑問を持つ向きが多く、実際に観察すると、丸めた糸の固まりをしばらく口にくわえた後に弾き飛ばす、との報告もなされた。また、丸めた糸のところに食べ残された小さな虫などがあった場合にはそれを食うことも観察され、恐らくファーブルはこういうところを見て誤解したのだと結論づけられた。
ところが、その後ニワオニグモが実際に網を食うことが証明された。これは、クモの網に放射性同位体を与えて、それがクモに取り込まれ、さらに次の日の網にそれが出てくることを確認する形で行われた。つまりファーブルの言っていたことが正しかった訳である。実際には、網を食わないクモがいるのも事実で、種によって異なるようである。

## 近縁種
オニグモは個体変異や地方変異が多く、以下の2種は別種として扱われている。
ヤマオニグモ
オニグモより腹部が細長く、両肩の間や葉状斑の周辺に沿って白い模様が出る。本州、四国、九州の山地に生息。冬季、樹の虫孔内部などで静止して越冬しているのが見られる。
ヤエンオニグモ
オニグモに比べると腹部は丸っぽく、脚が短い。北海道、本州に生息。
ほかに、大型のオニグモとしては以下のようなものがある。

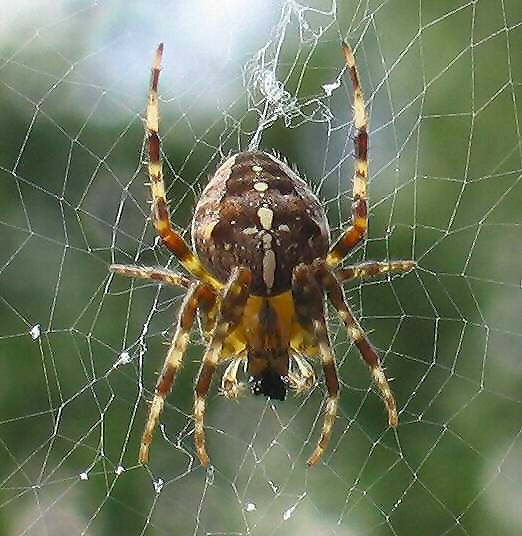
ニワオニグモ
（Araneus diadematus）

ニワオニグモ
日本では北海道と本州北部、中央高地でのみ見られるが、ヨーロッパにまで分布し、あちらではこれが普通種である。European garden spider と呼ばれる。腹部は前後に長く、両肩の突起は不明瞭。腹部は黄褐色で、白い斑紋が入る。キバナオニグモもこれに似たものである。イシサワオニグモは腹部がさらに狭く、肩から後ろに長く葉状斑があって、周囲が明るい黄色で縁取られる。ヤマオニグモと共に出現する。イシサワオニグモは、晩秋地上を歩いている巨大な雌や、冬季沢の源頭で石の裏についた大きな卵嚢を見ることがあり、営巣位置は腰程度のところから頭上はるか高くまで幅広い。山間部では、主のいない巣に夜になると中央に占座する。迷彩色や迷彩斑の多いオニグモの中でも派手な色彩をしている。同様に目立つ色彩の中型種ムツボシオニグモやアオオニグモは隠れ住んでることが多い。
アカオニグモ
寒冷地に生息し、四国、九州にも記録はあるが、主として本州中部高地以北に分布、北海道には多産する。ヨーロッパには近似の別種がいる。腹部は丸く、赤い地に白っぽい大柄な斑点がならぶ。
ナカムラオニグモ
丸っぽい腹が白で、葉状斑の部分が黒い。草原に生息する。北方系のクモとして有名で、このクモの分布の南限は「ナカムラオニグモ線」と名付けられた。これは、ハマオモト線、本州南岸線とほぼ一致する。
ヒメオニグモ属
オニグモ属に似るが、腹部両肩の隆起がなく、側方の目が突き出さないなどの違いがある。その中でヤマシロオニグモは大型で、雌は15mmに達する。初夏に成熟する。夜間に網を張り、昼間は隠れているが、昼間に網を張っていることも多い。また、腹部の斑紋に変異が多いことでも知られる。標準的なものは、全身が褐色か赤褐色で、腹部の背面に鋸歯の深い形の葉状斑が黒褐色ではいるが、地色が白っぽくなるもの、褐色の地で前方中央に白い斑紋が入るもの、地色が灰色で、腹部後方中央に褐色の斑紋が入るものなどがある。また海岸部に多いヘリジロオニグモの中にはほとんど黒色の個体群なども見られ、マメオニグモが見られるような山間部で、ヘリジロオニグモが確認されることもあるようで識別はなかなか難しい。識別は雄の触肢などでなされることが多く、あまりはっきりした差がない場合もあり、かえって難しくなることもあるようだ。　
色彩変異の多い同属でもサツマノミダマシ、ワキグロサツマノミダマシは緑色である。類似・近縁の生物間で片方が多くて片方が少ない場合、現段階で優占している方が長期的なスパンで、同じニッチ・パッチを占める生物を間接的に駆逐しているケースがよく見られる。活動時刻による棲み分け、季節的な棲み分け、サイズ的な棲み分け、高さなどの棲み分けなどにより競合を避けることが多い。: イエオニグモとズグロオニグモは郊外の駅で見る機会が多くこの2種が優占している場合も多い。こういった駅では他にオオヒメグモやアシナガグモなどの営巣が見られることもあり、または特にこうったクモで構成されるのでなく、通常の周辺の林縁などで見かけるクモが多種生活している場合もある。ヤミイロオニグモの類やイエオニグモは軒下環境を好むようだ。
ズグロオニグモ
完全に護岸された都市部河川の欄干や柵などでも見られる。

## 分類
先に述べたように、「オニグモ」と呼ばれるクモの範囲は広い。ここにその代表的なものを挙げる。
- オニグモ属　Araneus

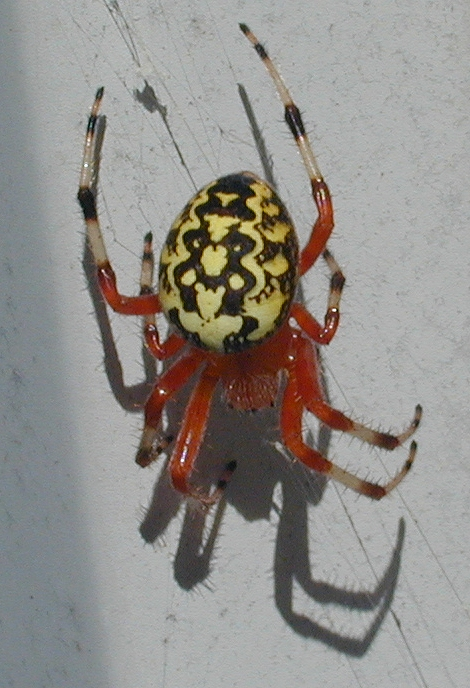
キバナオニグモ
（Araneus marmoreus）

  - オニグモ　Araneus ventricosus L. Koch
  - ヤマオニグモ　A. uyemurai Yaginuma
  - ヤエンオニグモ　A. macacus Uyemura
  - イシサワオニグモ　A. ishisawai Kishida
  - キバナオニグモ　A. marmoreus Clerck
  - ニワオニグモ　A. diadematus Clerck
  - アカオニグモ　A. pinguis (Karsch)
  - ナカムラオニグモ　A. cornutus Clerck
  - ヌサオニグモ　A. ejusmodi Boes. et Str.
  - アオオニグモ　A. pentagrammicus (Karsch)
  - ビジョオニグモ　A. mitificus (Simon)
  - ハラビロミドリオニグモ　A. viridiventris Yaginuma
- ムツボシオニグモ属　Araneiella
  - ムツボシオニグモ　A．yaginumai Tanikawa
- ヒメオニグモ属　Neoscona
  - ヤマシロオニグモ　N. scylla (Karsch)
  - ドヨウオニグモ　N. doenitzi (Boes. et Str.)
  - ホシスジオニグモ　N. theisi (Walkenaer)
  - サツマノミダマシ　N. scylloides (Boes. et Str.)
  - イエオニグモ　N. nautica (L. Koch)
  - ヤミイロオニグモ　N. fuscocolorata (Boes. et Str.)
- カタハリオニグモ属　Eriophora
  - カラフトオニグモ　E. sachalinensis (Saito)
  - サガオニグモ　E. astridae (Strand)
- ゴマジロオニグモ属　Mangora
  - ゴマジロオニグモ　M. herbeoides (Boes. et Str.)
- ズグロオニグモ属　Yaginumia
  - ズグロオニグモ　Y. sia (Strand)